# Sätra vattentorn

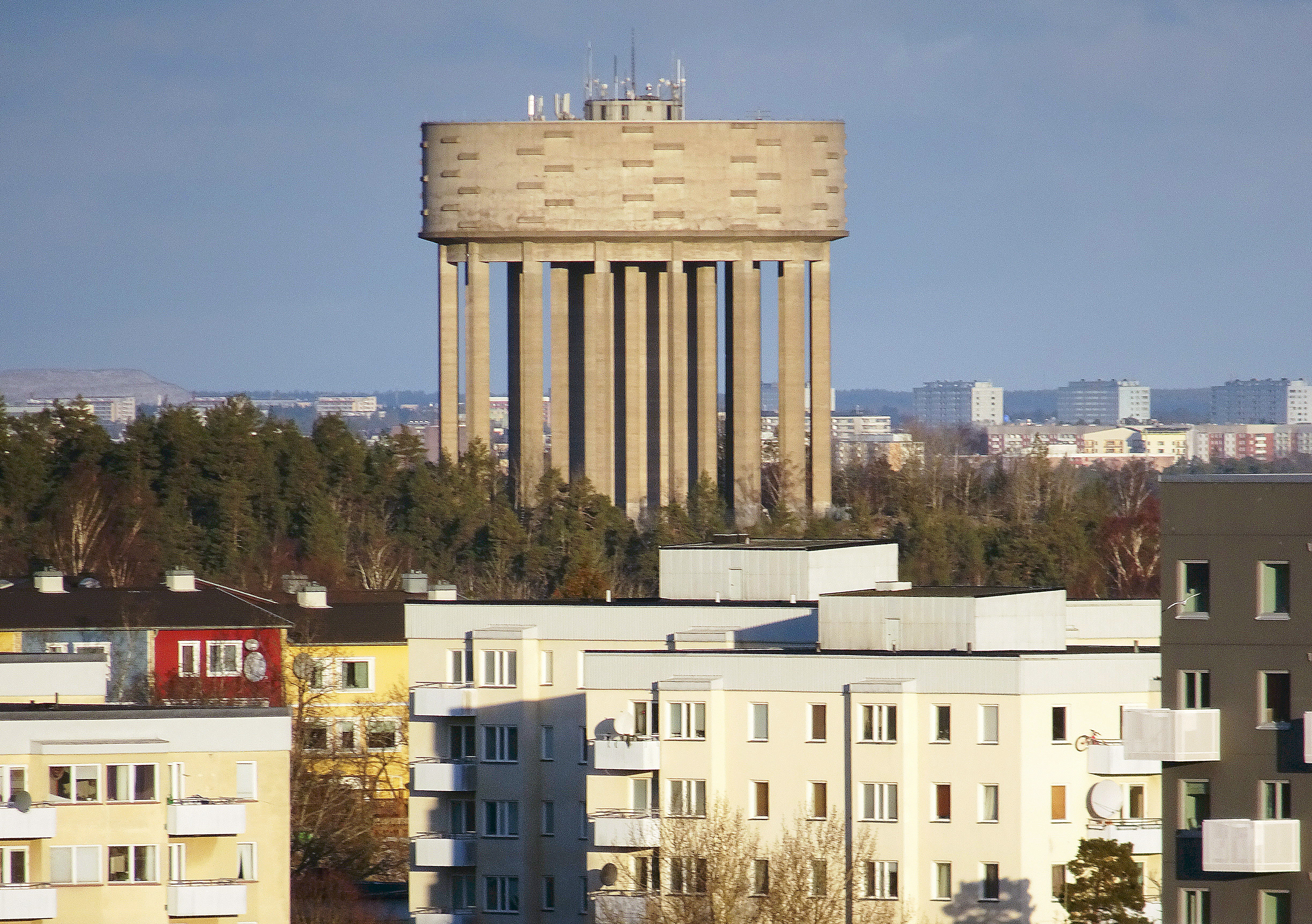
Sätra vattentorn sett från Vårbergstoppen, 2019.

Sätra vattentorn (även Sätrareservoaren) är en vattenreservoar i Sätra i södra Stockholm. Med sin höga placering är vattentornet i Sätra ett landmärke i hela sydvästra Stockholm och syns ända till Ekerö. Vattentornet ligger inom Sätraskogens naturreservat. Byggnaden är blåmärkt av Stadsmuseet i Stockholm, vilket innebär "att bebyggelsen bedöms ha synnerligen höga kulturhistoriska värden".

## Beskrivning
Vattenreservoaren står 71 m ö.h. på Sätra berg strax norr om Skärholmen. Det är en cylindrisk betongkonstruktion på slanka betongpelare byggd 1969 efter ritningar av Vattenbyggnadsbyrån (VBB) som även stod för utformning och konstruktion av Tensta vattentorn som byggdes samtidigt i Tensta. Gestaltningen påminner om ett klassiskt rundtempel med en yttre ring av 16 pelare och en inre ring av 10 pelare. Höjden över marken är 40 meter, vilket innebär att tornet når 112 meter över Mälarens vatten. För att komma upp till reservoaren måste man gå i 218 trappsteg. Själva reservoaren har en volym av 9 500 m³ vatten och försörjer bland annat Vårberg, Skärholmen, Bredäng och Sätra med dricksvatten med rätt vattentryck. Vattnet kommer från Norsborgs vattenverk.

## Bilder

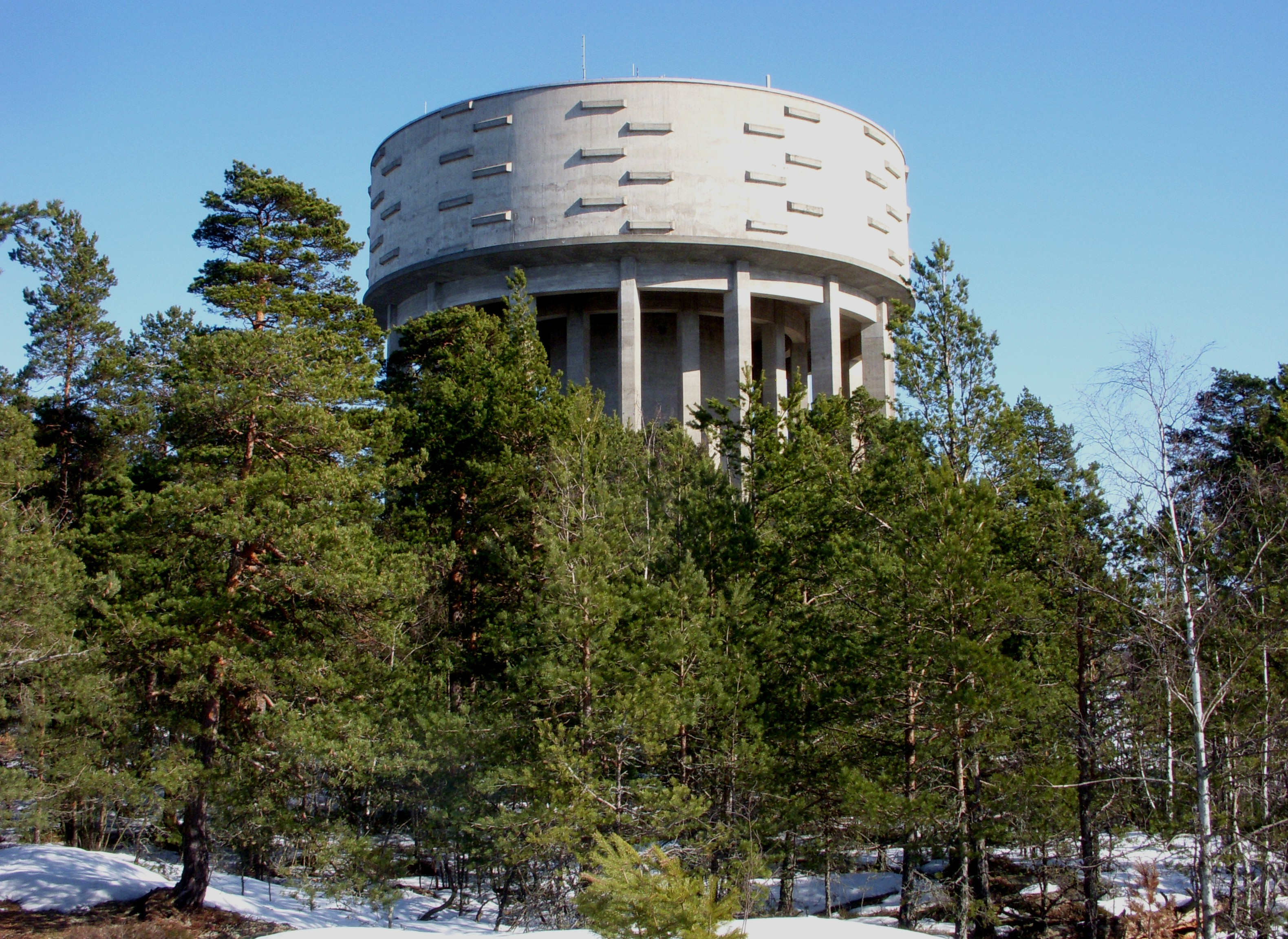
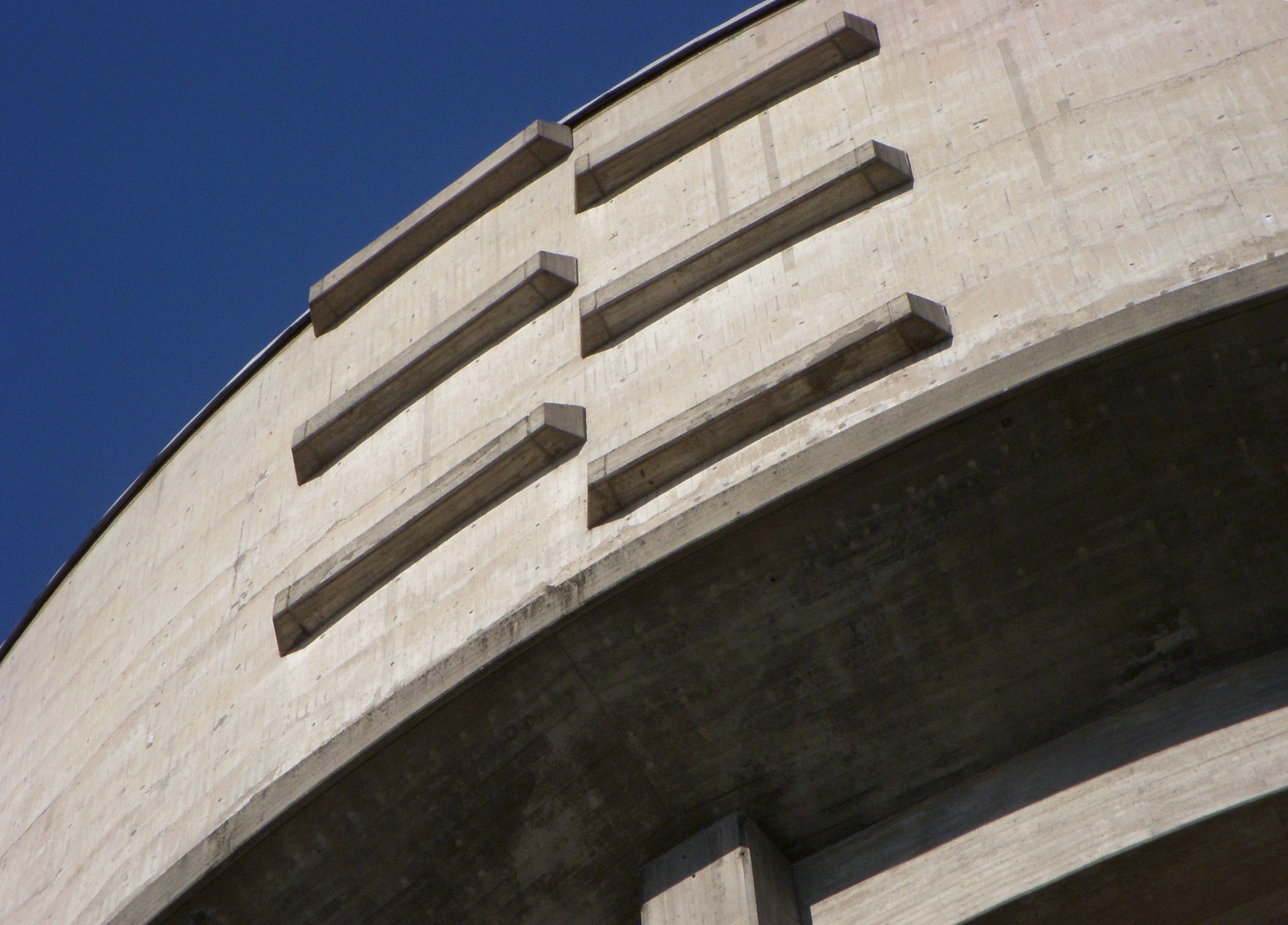
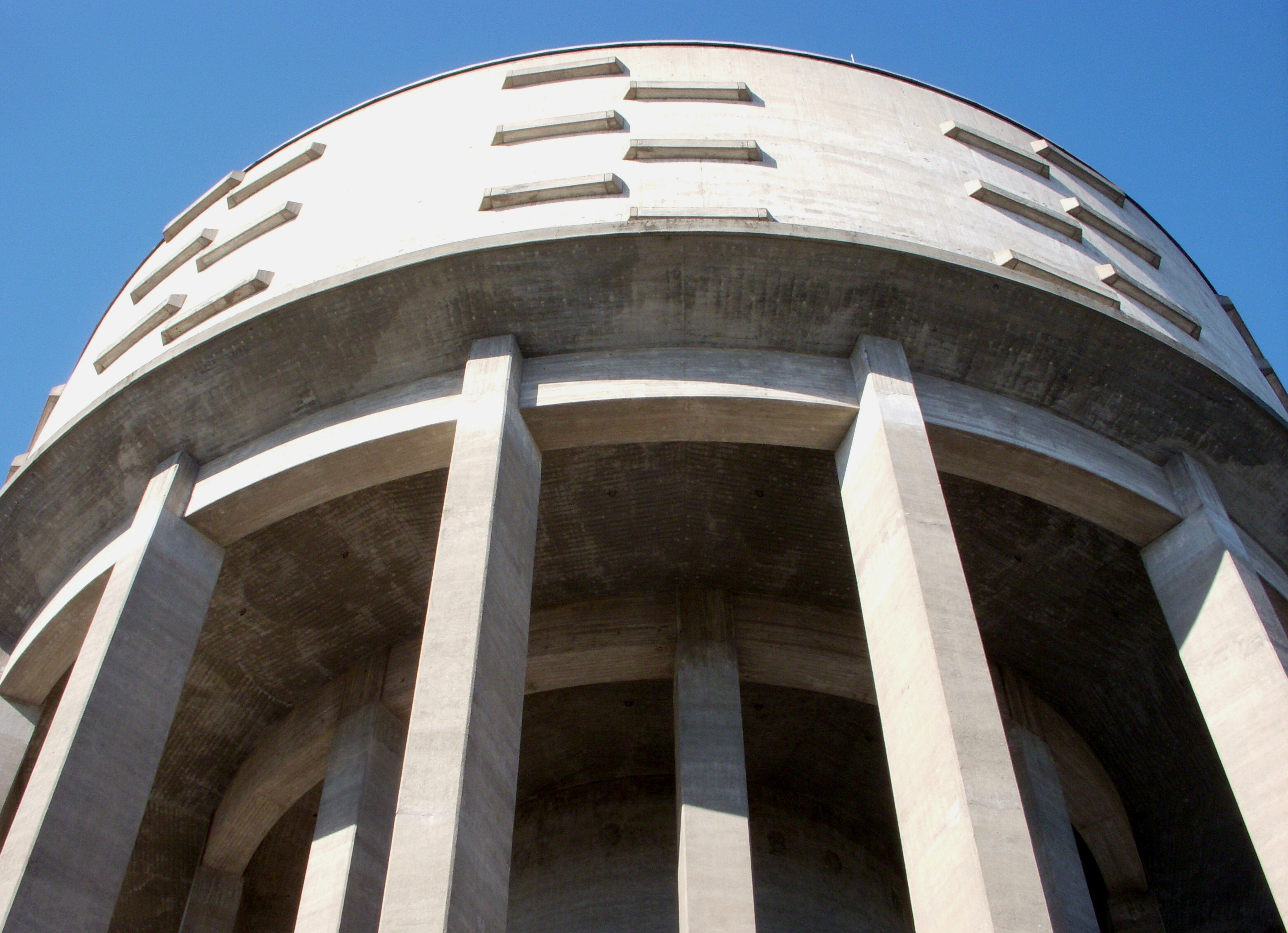
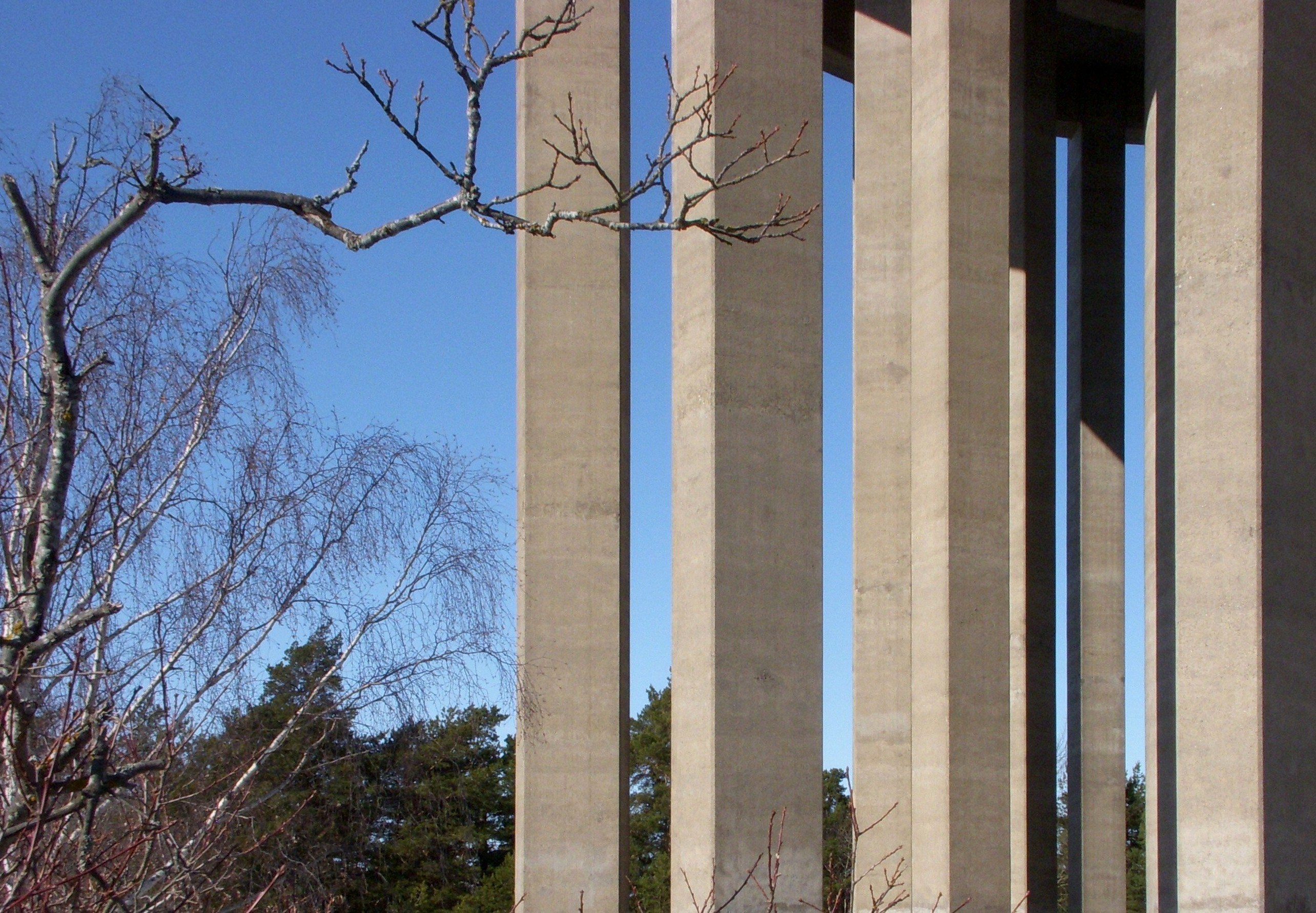